# Lars Magnus Giertz

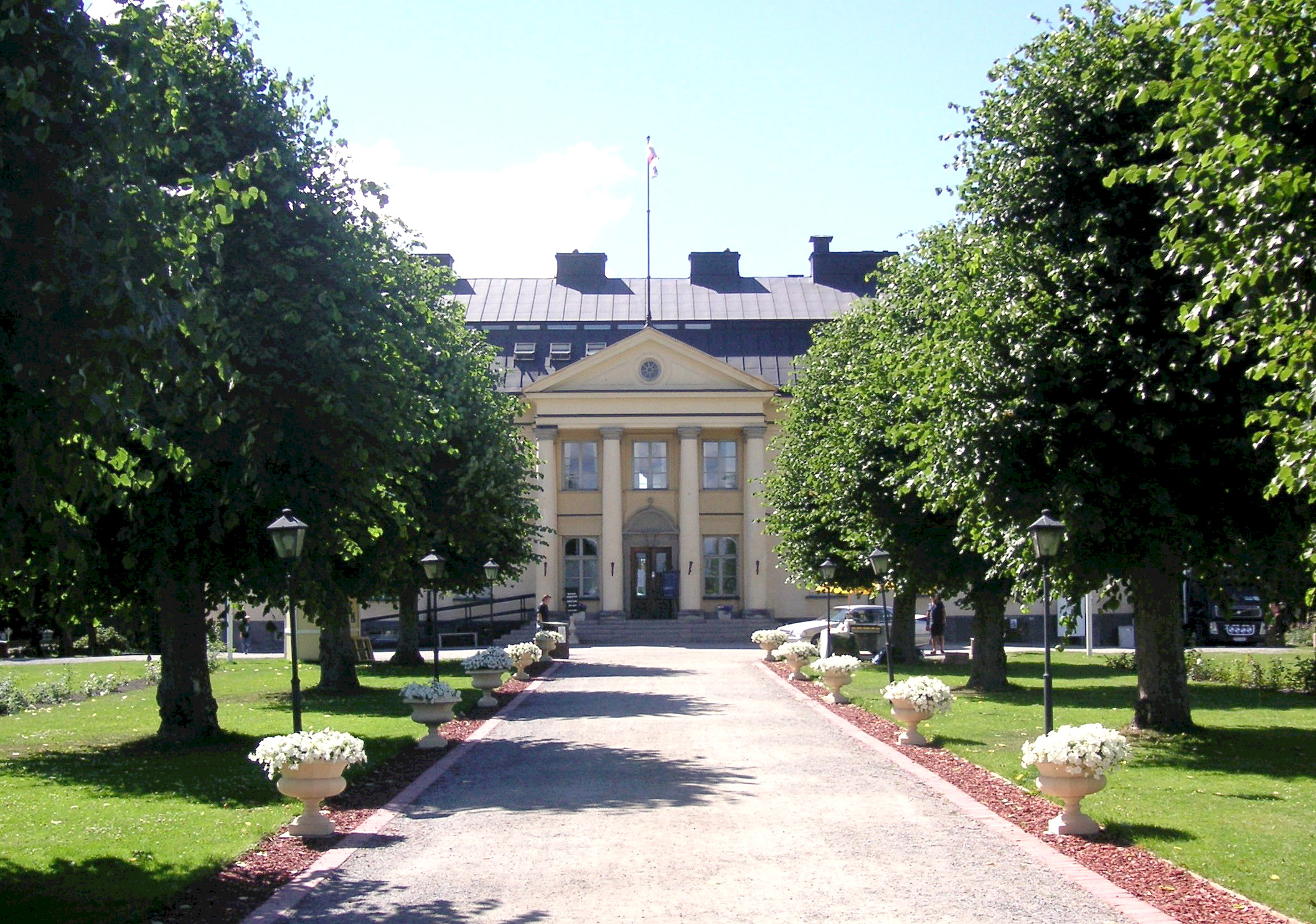
Hågelby gård, allén på sommaren 2007.

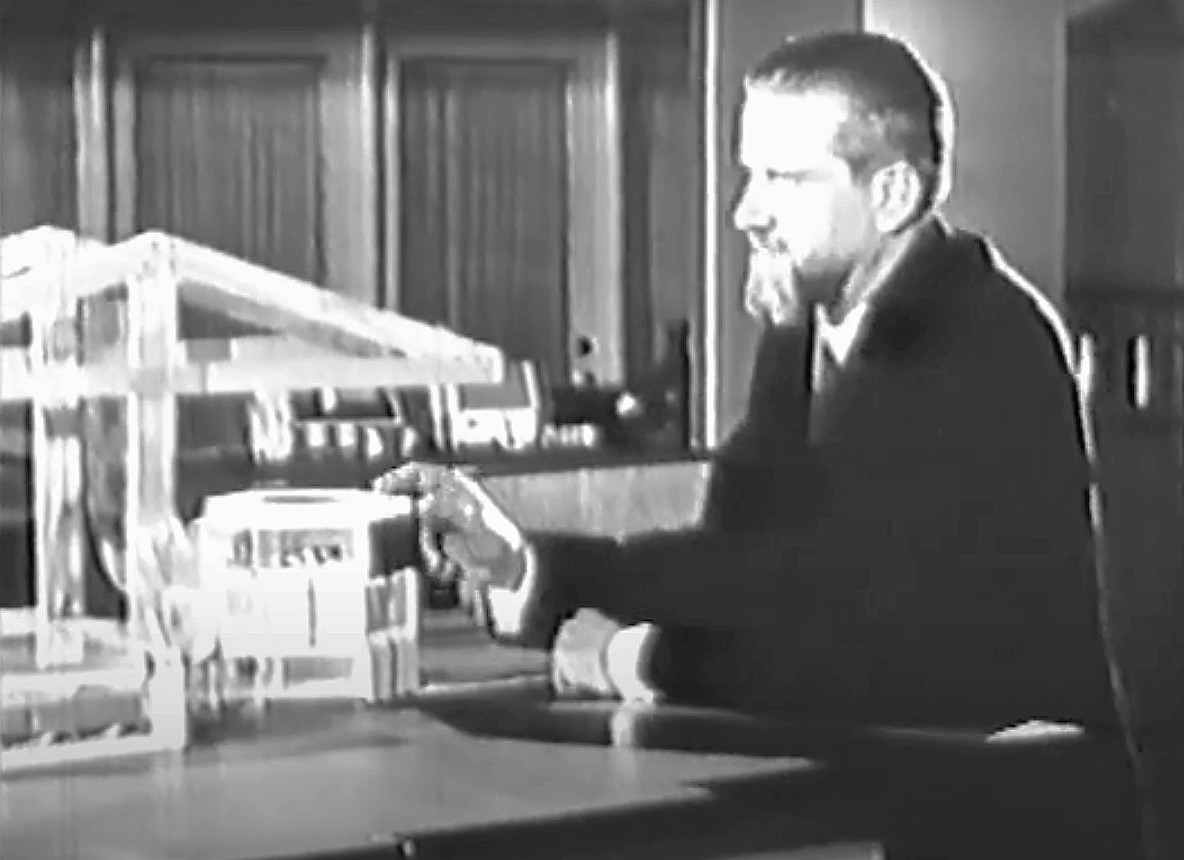
Giertz förklarar uppvärmningssystemet i Kvarteret Stamtavlan.

Lars Magnus Giertz, född 30 september 1908 i Uppsala, död 16 juli 2008 i Bromma, var en svensk arkitekt. Han var son till Harald Giertz och dotterson till Lars Magnus Ericsson samt vidare bror till Bo Giertz och farfar till Caroline Giertz. 

## Uppväxt
Lars Magnus Giertz växte upp i olika orter där hans far Harald Giertz arbetade som läkare. 1909–1910 bodde familjen i Uppsala, 1911 i Sundsvall, 1911–1921 i Umeå, och 1921 flyttade familjen till Stockholm, då Harald Giertz blev överläkare vid Stockholms läns centrallasarett i Mörby. Lars Magnus morfar och namne, Lars Magnus Ericsson slutförde det året byggnationen av Hågelby gård. Lars Magnus Ericssons intresse för arkitektur, som kom till uttryck genom att gestalta ett mycket modernt säteri, och att bygga med armerad betong bör ha inspirerat Lars Magnus Giertz intresse för arkitektur.
Hans morfar Lars Magnus Ericsson avled 1926, och familjen flyttade då till Hågelby gård.

## Utbildning och verksamhet
Lars Magnus Giertz tog studentexamen i Djursholm 1926 och studerade vid Kungliga Tekniska Högskolan i Stockholm 1926–1931. 
Han var anställd hos Nils Einar Eriksson, Göteborg 1932–1935. Bedrev egen arkitektverksamhet i Stockholm 1935–1945 (tillsammans med Nils Tesch 1936–1945). Han var också lektor vid Tekniska Läroverket i Stockholm 1940–1945. 
1945–1947 var Giertz engagerad som arkitekt för Solna Läroverk (idag Solna gymnasium, med sporthall och bad. Han flyttade ett år före sin fars bortgång till Hågelby gård 1949. Giertz var under den tiden också VD för Svenska Arkitekters Riksförbund, centralkontoret 1945–1952. Med detta arbete tillkom att vara Sveriges representant vid United Nations International Building Research Council, (Internationella rådet för byggnadsforskning), CIB, en stor organisation, vari Giertz fick posten som ordförande för Building Classification Committee, och han ledde som ordförande arbetet med Universella decimalklassifikationen från Hågelby gård, som under en tid blev ett internationellt forskningscentrum, och flera forskare som Michael Ventris (främst känd för att ha dechiffrerat Linear B) var gäster på Hågelby. 
1952 startade Lars Magnus Giertz arkitektkontoret Hågelbyhus, som han drev fram till 1960. I en tid när flera nya områden i Stockholm bebyggdes, kom Giertz att som arkitekt få ett stort inflytande via sina uppdrag för HSB, i synnerhet för projektet Kvarteret Stamtavlan i Östberga där också en ny teknik för uppvärmningssystemet utvecklades, nya idéer med gasdrivna värmeväxlare, ett ganska komplicerat luftburet system som avbröts efter kort tid på grund av stigande gaspriser. För områdets uppvärmning och försörjning med varmvatten byggdes en oljeeldad panncentral. Syftet med experimenterandet var att skapa en rationell och billig bostadsproduktion, och samtidigt bygga av hög kvalitet bostäder.
Men i och med att han startade detta företag, fick han avträda sin post inom Internationella rådet för byggnadsforskning, och på förslag från en av sina arkitekter, Joachim Colling, startade Giertz på Hågelby en stiftelse, The Institute for building documentation, med fokus på att studera och utveckla informationssystem i allmänhet, och byggnadssystem i synnerhet, samt att metodiskt klassificera dem, vilket ju varit en svensk specialitet sedan Linné, Berzelius med flera svenskar.
Med hjälp av advokat Uncas Serner bildades stiftelsen, som med stöd från medlemmar inom Internationella rådet för byggnadsforskning CIB, även blev medlem av CIB, varefter forskningen kunde vidareutvecklas, trots Giertz kommersiella uppdrag som arkitekt. Stiftelseformen i Sverige hade gett honom möjlighet att fortsätta att leda forskningen i en ny form. En av de som anslöt sig till projektet på Hågelby var holländaren Henri de Mink.
Henri de Mink var en pionjär inom Microfiche och utvecklade fotografering av dokument, vad man idag kallar att scanna, ett steg som senare skulle leda till digital information och datorer, och han bebodde under en tid trädgårdsmästarbostaden på Hågelby.
1960 flyttade Lars Magnus Giertz med sin familj till Etiopien, där han blev projektchef och rektor vid Etiopisk-Svenska institutionen för byggnadsteknik vid Haile Selassie I University, i Addis Abeba, Etiopien, 1960–1963.  Under 1960-talet ledde Giertz tekniskt biståndsarbete i Afrika och verkade sedan i bl.a. Rotterdam i internationellt informations- och dokumentationsarbete inom byggsektorn.
Han var rådgivare för Förenta nationernas Afrikakommission 1964–1970, och undervisade på Bouw-centrum International Education Rotterdam 1971–1979, varefter han flyttade tillbaka till Sverige. 
Giertz blev hedersledamot i Internationella rådet för byggnadsforskning CIB 1983. Han är begravd på Botkyrka kyrkogård.

## Verk i urval
- NKI-skolan, kontors- och hyreshus, St Eriksgatan 33, Stockholm, 1936.
- Hyreshus i kv Gudmund och Grimm, Västerås, 1939.
- Villa Wehtje, Djursholm 1938-1940.
- Hyreshus, Arkitektvägen 10-12, Abrahamsberg, Stockholm 1938-1941.
- Fritidsstuga på Smådalarö 1943.
- Läroverk, sporthall och bad i Solna 1945-1947, 1957.
- Kvarteret Stamtavlan, Östberga, Stockholm, 1957-1959.

## Egna publikationer
- Byggmästaren 1941:7 sid 82, Byggnadsakustik .
- Byggmästaren 1941:12 sid 162, Hyreshus i Västerås.
- Byggmästaren 1941:25 sid 317, Villa Wehtje, Djursholm
- Byggmästaren 1943:4 sid 57, Fritidsstuga på Smådalarö
- Byggmästaren 1944:16 sid 285, Den högre tekniska utbildningen
- Byggmästaren 1945:12 sid 214, MBS beskrivningssystem
- Byggmästaren 1947:4 sid 58, Remissyttranden om Statens Byggnadsinstitut
- Byggmästaren 1947:22 sid 313, Bostadspolitiken
- Byggmästaren 1947:24 sid 354, Samarbetet vid projektering av bostadsområden.
- Byggmästaren 1950:13 sid 276, Konferens om byggnadsdokumentationen i Genève.
- Byggmästaren 1948:14 sid 236, Solna läroverk

## Familj
Lars Magnus Giertz gifte sig 1941 med Maj Hammar, dotter till bankkassör Knut Hammar och Barbro Selch, och de fick barnen Magnus, Sture, Helena, Kristina, Karl-Gustav, Björn, Anna Maria och Iwan Giertz, präst och direktor i Klara kyrka.

## Bilder, verk i urval

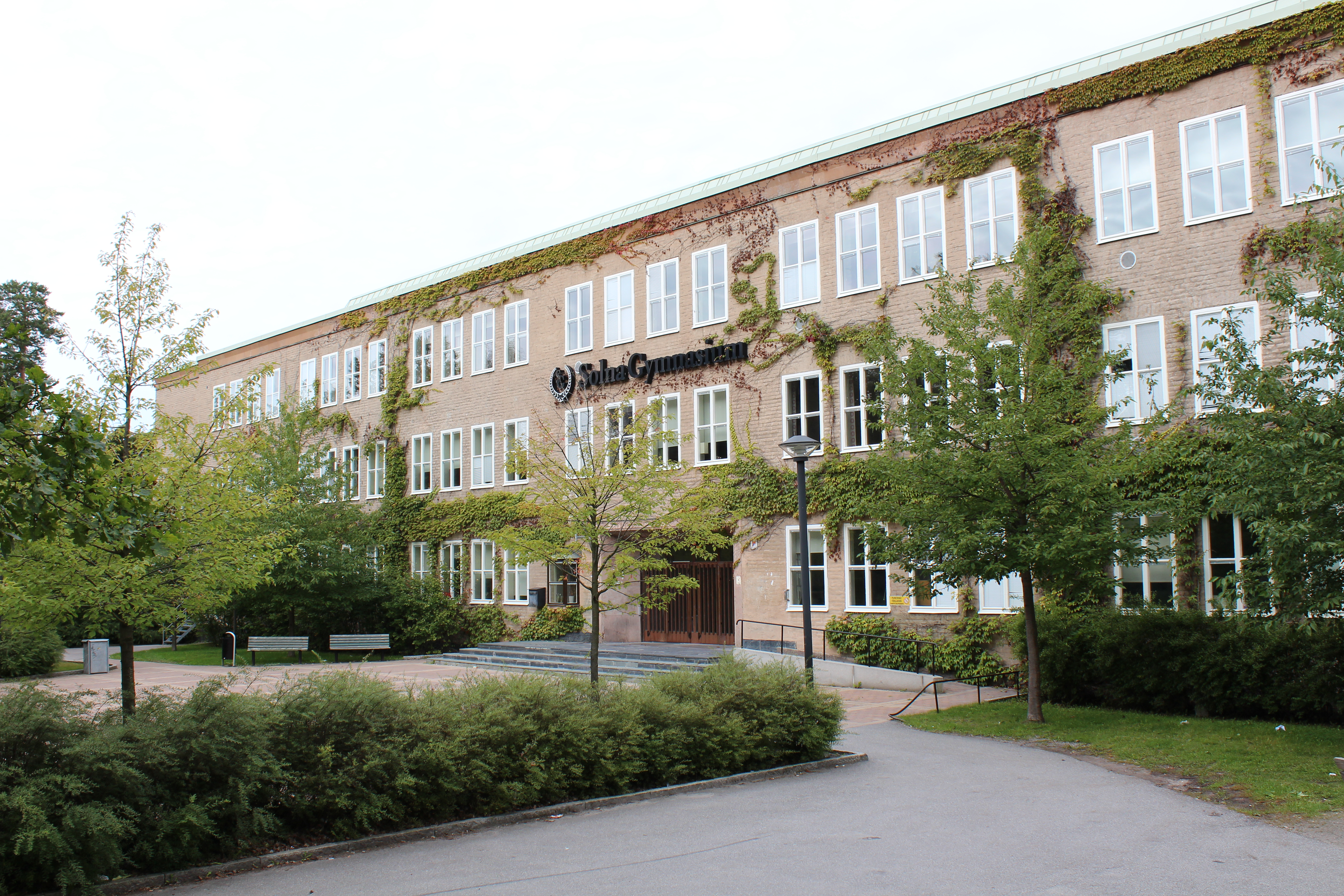
Solna läroverk, idag Solna gymnasium.
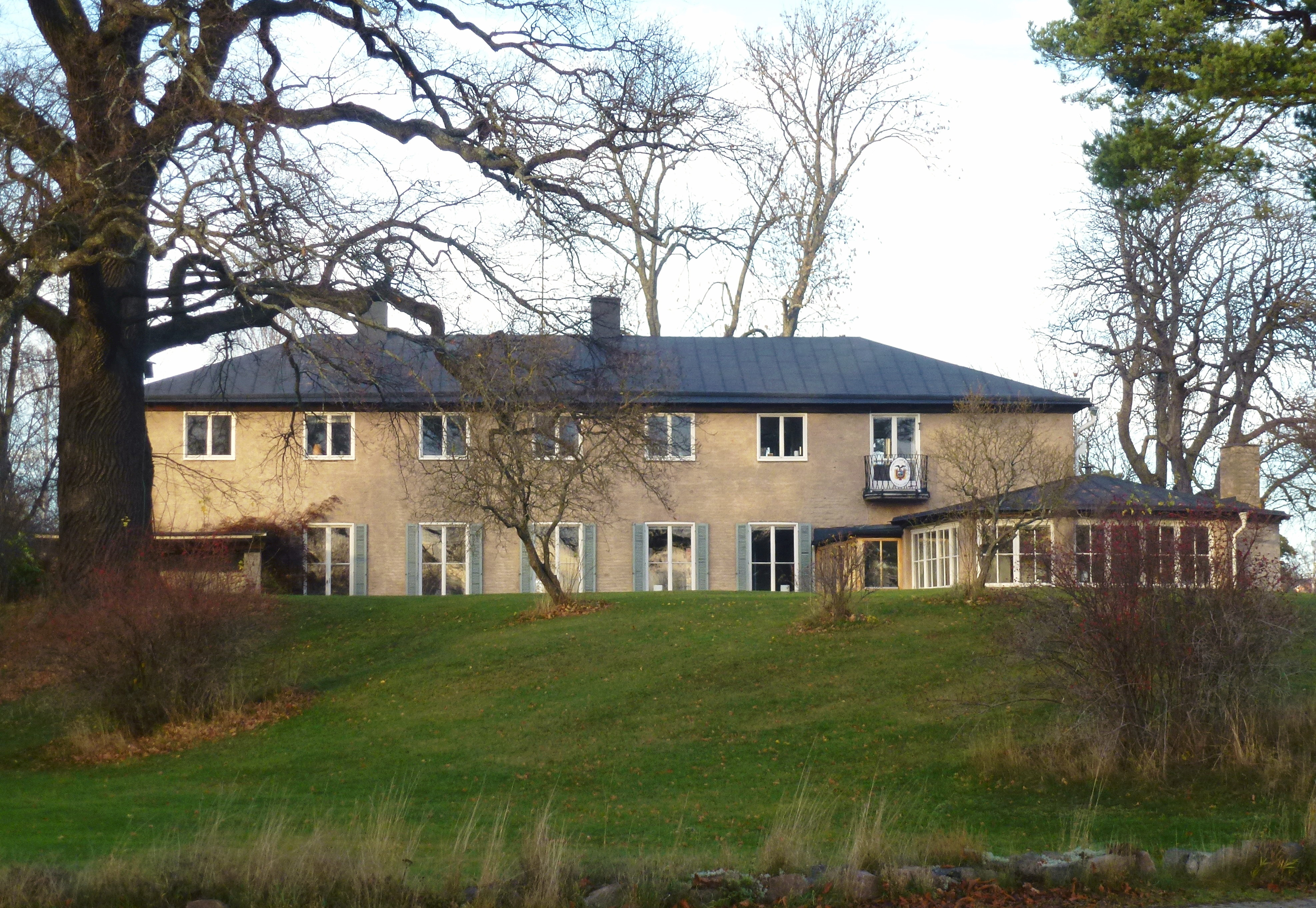
Villa Wehtje, Djursholm, fasad mot syd.
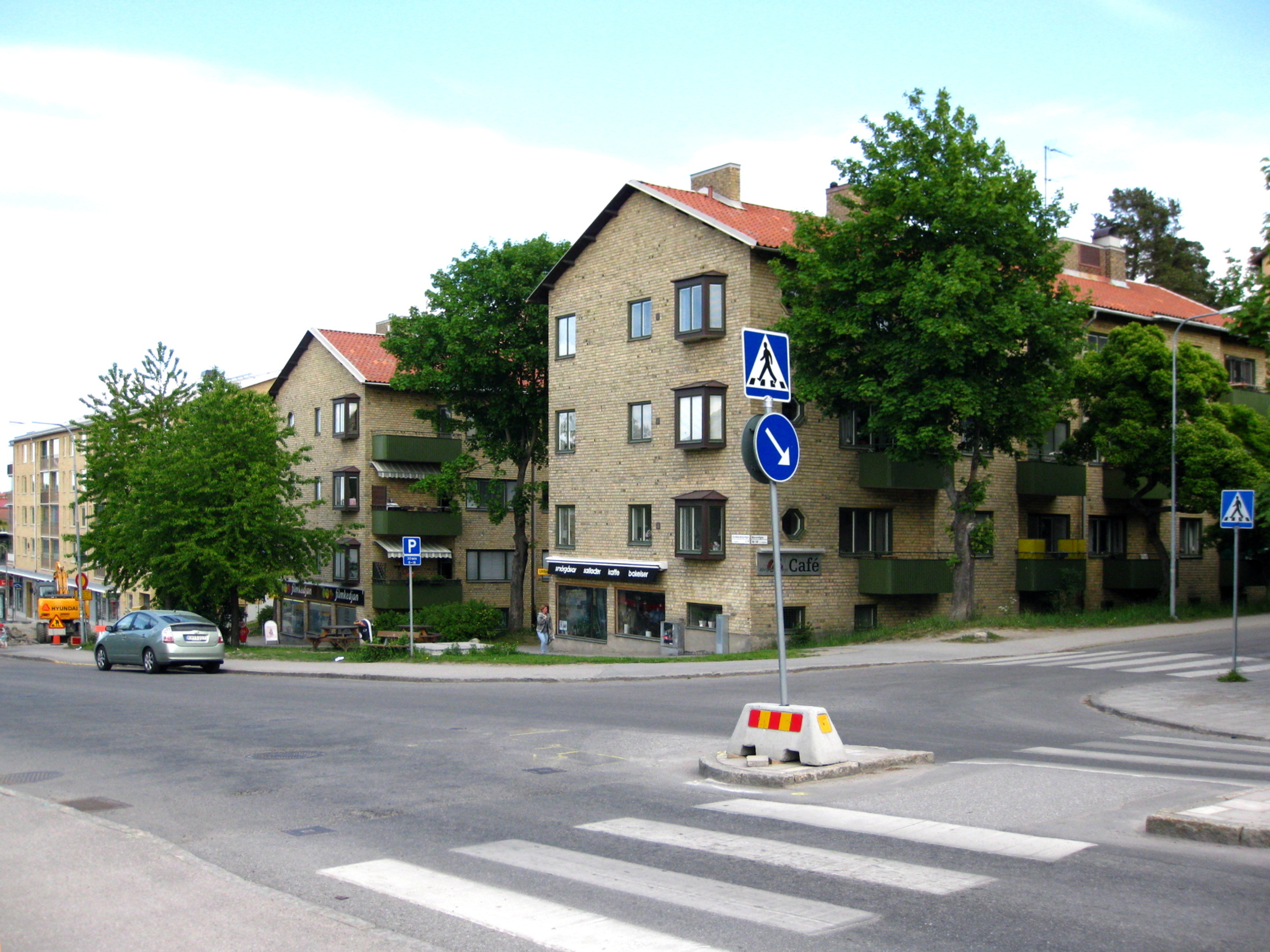
Abrahamsbergs smalhus, flerfamiljshusen byggdes omkring 1939.
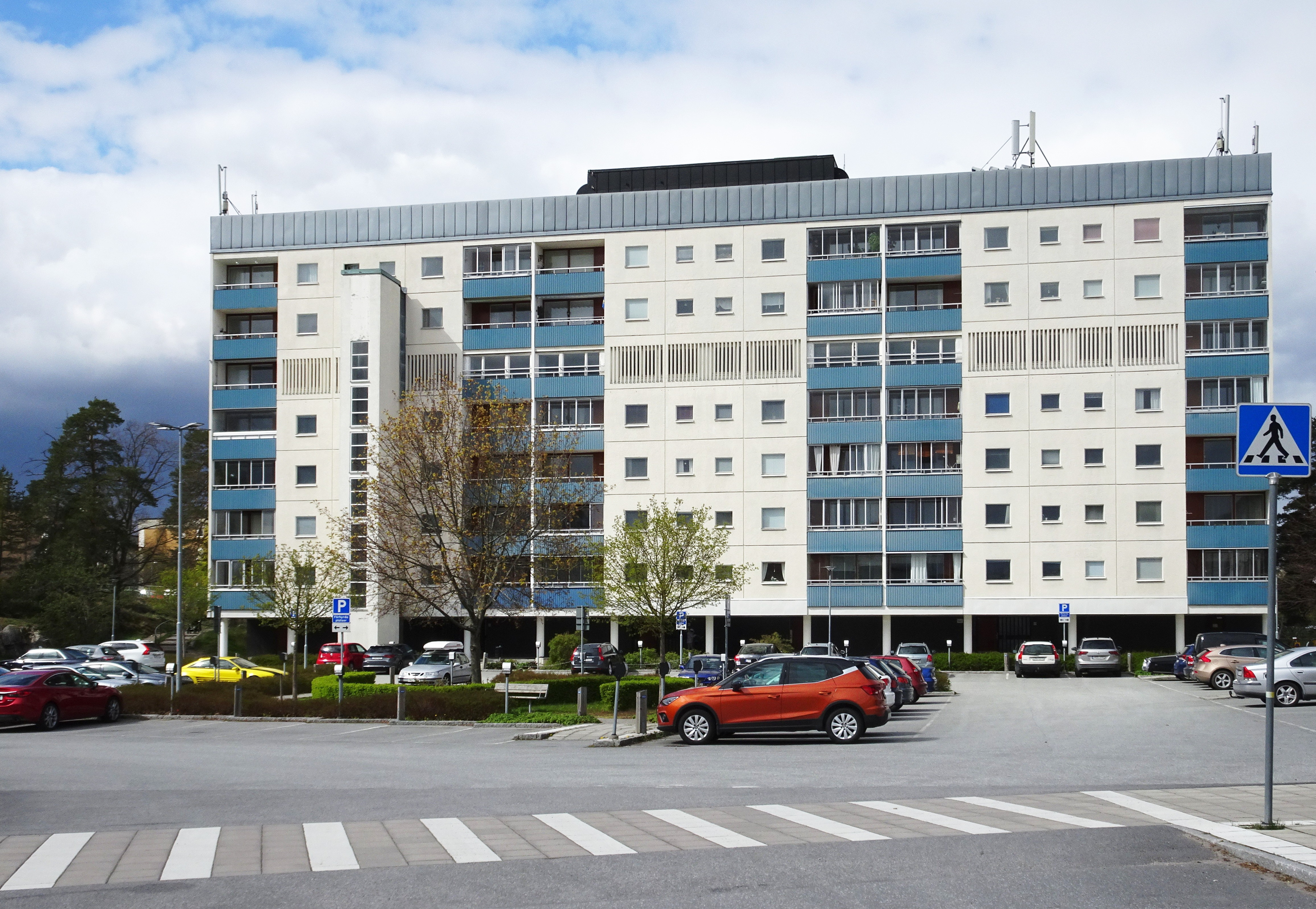
"Hisshuset" i kvarteret Stamtavlan, Östberga.
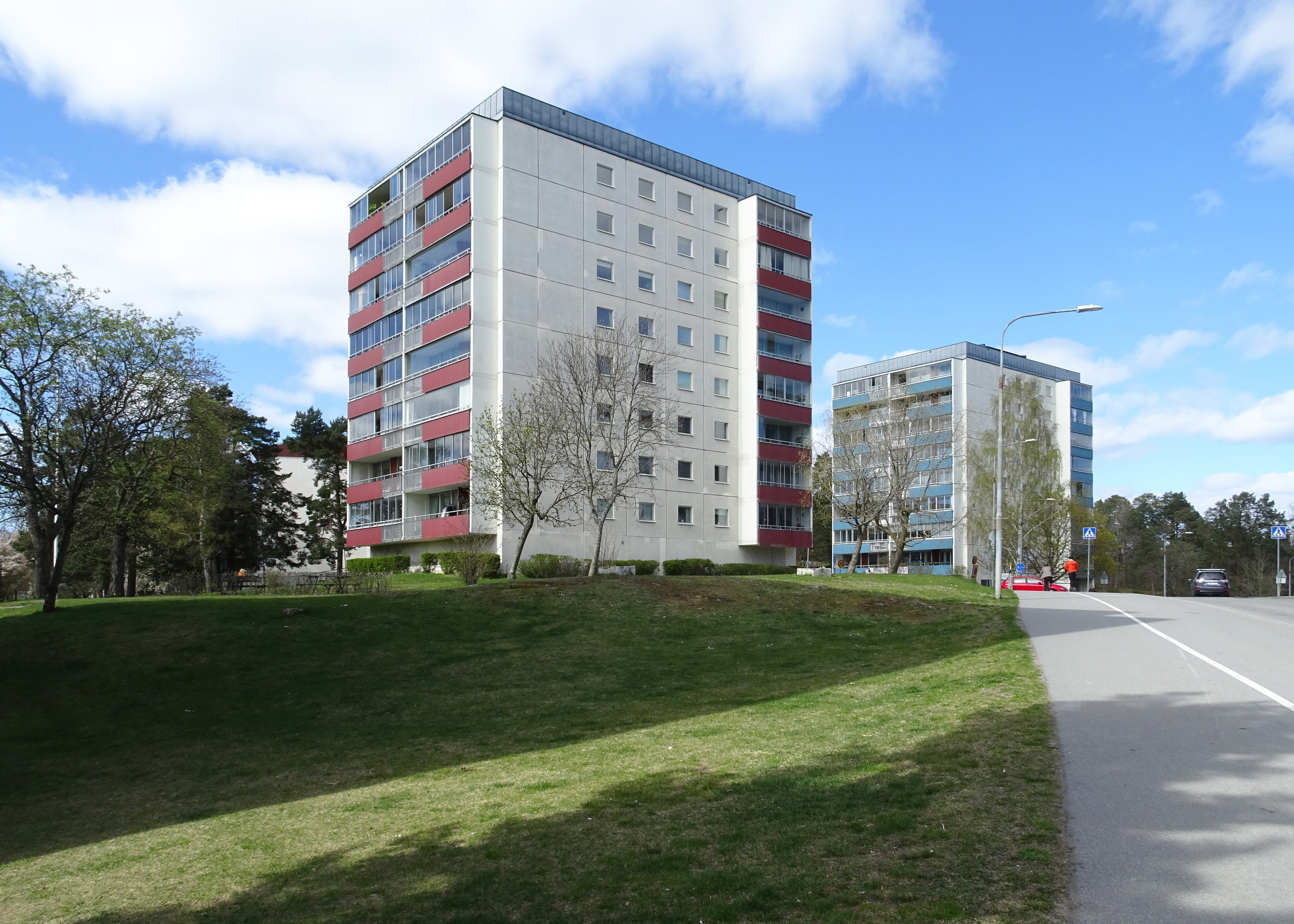
Punkthus i kvarteret Stamtavlan, Östberga.